# Georg Seufert (Politiker, 1885)
Georg Seufert (* 21. April 1885; † 23. Mai 1957 in Bamberg) war ein deutscher Jurist und Kommunalpolitiker. 

## Leben
Der aus Lindenberg im Allgäu stammende Jurist Seufert wurde am 10. Januar 1925 als Nachfolger von Franz Xaver Böck sen. (SPD) zum Ersten Bürgermeister von Dachau gewählt und war damit erster hauptamtlicher Bürgermeister des Ortes. Er gehörte bis 1933 der Bayerischen Volkspartei und von 1933 bis 1945 der NSDAP an.
Seufert verfasste nach seinem Amtsantritt in Dachau die Denkschrift Die Dachauer Not und wies damit die bayrische Staatsregierung auf die wirtschaftlich schwierige Lage des Ortes nach der Schließung der örtlichen Pulverfabrik hin und bat um staatliche Hilfe. Laut der Denkschrift wurde ein Drittel der Haushaltsmittel der 7100 Einwohner zählenden Marktgemeinde für soziale Fürsorge aufgewendet. Während seiner Amtszeit entstanden die Ludwig-Thoma-Schule, die Gewerbeschule und das Dachauer Familienbad. Außerdem ließ er die Anlage des Waldfriedhofs vorbereiten und Verbesserungen der örtlichen Infrastruktur vornehmen. 1934 erfolgte in seiner Amtszeit die Erhebung des Marktes Dachau zur Stadt.
Nach Machtübernahme der Nationalsozialisten protestierte Seufert gemeinsam mit seinem Stellvertreter Böck gegen das Hissen der Hakenkreuzfahne auf dem Rathaus. Wenig später trat er jedoch selbst von der Bayerischen Volkspartei zur NSDAP über. 1934 erklärte er aus  gesundheitlichen Gründen seinen Rücktritt vom Amt des Dachauer Bürgermeisters. Sein Nachfolger wurde Lambert Friedrichs, der NSDAP-Kreisleiter von Dachau.
Von 1935 bis 1945 war Seufert Bürgermeister von Traunstein.